# Obergröningen
Obergröningen é um município da Alemanha, no distrito deos Alpes Orientais, na região administrativa de Estugarda, estado de Baden-Württemberg.